# Sony Xperia P
De Sony Xperia P is een smartphone van het Japanse conglomeraat Sony. De telefoon is voor het eerst tentoongesteld op CES 2012. De Sony Xperia P was beschikbaar in de kleuren zwart, wit en rood.

## Besturingssysteem
De Xperia P maakt gebruik van het besturingssysteem van de Amerikaanse zoekgigant Google, Android 2.3 Gingerbread. Het gebruikt standaard Google Android 2.3 Gingerbread, maar is via een update bij te werken tot versie 4.0 (Ice Cream Sandwich, ICS). Later zal er ook een update voor versie 4.1 Jelly Bean beschikbaar worden gesteld.

## Functies
De sociaalnetwerksites Facebook en Twitter zijn standaard in het besturingssysteem geïntegreerd. Net zoals vele andere fabrikanten van Android heeft Sony een eigen schil over het besturingssysteem heen gelegd, namelijk het Timescape UI. Het is ook mogelijk om met Sony Entertainment Network-account PlayStation-spellen op de Xperia P te spelen. Hiervoor moeten de PlayStation-spellen omgebouwd worden naar APK-bestanden. Met de meegeleverde Sony Music Unlimited-dienst kunnen gebruikers muziek streamen via een internetverbinding (zoals Deezer en Spotify).

## Fysieke kenmerken
De smartphone heeft, in tegenstelling tot veel andere Xperia-toestellen, een behuizing van aluminium. Het scherm van de Xperia P beschikt over HDRD (High Definition Reality Display) en de BRAVIA-technologie waardoor het beeld en geluid van de smartphone beter moet klinken. De 8 megapixelcamera kan ook filmen in HD-kwaliteit. Aan de voorkant bevindt zich een tweede camera om te videobellen. Aan de zijkanten bevinden zich een micro-USB- en HDMI-uitgang. Het beschikt ook over (NFC), dat in combinatie met Xperia Smart Tags gebruikt kan worden. Met deze Smart Tags kan men de telefoon bepaalde acties laten uitvoeren, zoals de telefoon vergrendelen.

## Gouden variant
Op 24 november 2012 werd bekend dat Sony een gouden versie van de Xperia P had gemaakt. Het toestel heeft een behuizing bestaande uit 24-karaats goud en doet denken aan de telefoons die fabrikant Vertu maakt. Van de gouden smartphone zijn er 15 exemplaren geproduceerd. De smartphone is voor de rest identiek aan zijn "gewone" versie.